# Marty Adelstein
Martin Bruce Adelstein, detto Marty (1959), è un produttore televisivo e produttore cinematografico statunitense, ex agente e co-fondatore della Endeavor Talent Agency divenuto, nel 2019, CEO e fondatore dei Tomorrow Studios in collaborazione con gli ITV Studios.

## Carriera
Il suo nome ha cominciato a circolare ad Hollywood dal 1994, quando ha scoperto lo scrittore David E. Kelley procurandogli il suo primo ingaggio come sceneggiatore di L.A. Law - Avvocati a Los Angeles. Altri talenti scoperti da Adelstein sono stati Dwayne "The Rock" Johnson, cui ha procurato la conduzione del Saturday Night Live ed un ruolo minore ne La mummia - Il ritorno, gli sceneggiatori Bonnie e Terry Turner, e l'attrice Tina Fey. Tra i crediti di Adelstein come produttore figurano invece la serie MTV Teen Wolf, la serie NBC Aquarius, il film del 2011 Hanna e la sitcom ABC/Fox L'uomo di casa.
Adelstein fa inoltre parte del comitato consultivo della Creative Community for Peace (CCFP), un'organizzazione composta da membri di spicco dell'industria dell'intrattenimento per promuovere le arti come mezzo per raggiungere la pace, sostenere la libertà artistica e contrastare il boicottaggio culturale di Israele.
Nel 2019, in collaborazione con ITV Studios, fonda la casa di produzione Tomorrow Studios e la sua sussidiaria animata Work Friends.

## Vita privata
Adelstein è sposato e ha tre figli.

## Filmografia

### Cinema
- Black Christmas - Un Natale rosso sangue (Black Christmas), regia di Glen Morgan (2006)
- Un amore di testimone (Made of Honor), regia di Paul Weiland (2008) - produttore esecutivo
- The Experiment, regia di Paul Scheuring (2010)
- Hanna, regia di Joe Wright (2011)
- Il ricevitore è la spia (The Catcher Was a Spy), regia di Ben Lewin (2018) - co-produttore esecutivo
- Teen Wolf - Il film (Teen Wolf: The Movie) regia di Russell Mulcahy (2023) - co-produttore esecutivo

### Televisione
- Still Life - serie TV, 6 episodi (2003) - produttore esecutivo
- Vegas Dick, regia di Frederick King Keller - film TV (2003) - produttore esecutivo
- The Pool at Maddy Breaker's, regia di Gerry Cohen - film TV (2003) - produttore esecutivo
- Tru Calling - serie TV, 26 episodi (2003-2005) - produttore esecutivo
- The Help - serie TV, 3 episodi (2004) - produttore esecutivo
- Mr. Ed, regia di Michael Spiller - film TV (2003) - produttore esecutivo
- Wiener Park, regia di Adam Bernstein - film TV (2005) - produttore esecutivo
- Awesometown, regia di Andy Samberg, Akiva Schaffer e Jorma Taccone - cortometraggio TV (2005) - produttore esecutivo
- Briar & Graves, regia di Michael Katleman - film TV (2005) - produttore esecutivo
- Point Pleasant - serie TV, 13 episodi (2005-2006) - produttore esecutivo
- Prison Break - serie TV, 89 episodi (2005-2017) - produttore esecutivo
- Supreme Courtships, regia di Ian Toynton - film TV (2007) - produttore esecutivo
- Prison Break: The Final Break, regia di Brad Turner e Kevin Hooks - film TV (2009) - produttore esecutivo
- Family Album, regia di Shawn Levy - film TV (2011) - produttore esecutivo
- Flipping Vegas - serie TV, 2 episodi (2011) - produttore esecutivo
- Teen Wolf - serie TV, 14 episodi (2011-2013) - produttore esecutivo
- L'uomo di casa (Last Man Standing) - serie TV, 175 episodi 82011-2021) - produttore esecutivo
- Little Brother, regia di Shawn Levy - film TV (2012) - produttore esecutivo
- Rogue, regia di Brett Ratner - film TV (2012) - produttore esecutivo
- Family Trap, regia di Shawn Levy - film TV (2012) - produttore esecutivo
- Keep Calm and Karey On, regia di Gail Mancuso - film TV (2013) - produttore esecutivo
- The Novice, regia di Joe e Tony Gayton - film TV (2014) - produttore esecutivo
- Cristela - serie TV, 22 episodi (2014-2015) - produttore esecutivo
- Aquarius - serie TV, 26 episodi (2015-2016) - produttore esecutivo
- The Fluffy Shop, regia di Ted Wass - film TV (2016) - produttore esecutivo
- Good Behavior - serie TV, 20 episodi (2016-2017) - produttore esecutivo
- Highland, regia di Nisha Ganatra - film TV (2018) - produttore esecutivo
- Dan the Weatherman, regia di Seth Gordon - film TV (2018) - produttore esecutivo
- Hanna - serie TV, 13 episodi (2019-2020) - produttore esecutivo
- Snowpiercer - serie TV, 41 episodi (2020-2024) - produttore esecutivo
- Cowboy Bebop - serie TV, episodio 1x01 (2021) - produttore esecutivo
- Ten Year Old Tom - serie TV, 19 episodi (2021-2023) - produttore esecutivo
- Physical - serie TV, 27 episodi (2021-2023) - produttore esecutivo
- Let the Right One In - serie TV, 10 episodi (2022) - produttore esecutivo
- One Piece - serie TV, 8 episodi (2023-in corso) - co-produttore esecutivo
- Quell'uragano di figlia (Shifting Gears) – serie TV, 10 episodi (2025) - co-produttore esecutivo
- Sorelle sbagliate (The Better Sister) – serie TV, 8 episodi (2025) - co-produttore esecutivo

## Riconoscimenti
- FOX Production Awards
  - 2008 – Miglior spettacolo a lunga durata per Point Pleasant